# Paulo Bento (Rio Grande do Sul)
Paulo Bento – miasto i gmina w Brazylii, w stanie Rio Grande do Sul. Znajduje się w mezoregionie Noroeste Rio-Grandense i mikroregionie Erechim.